# Ian Paice
Ian Anderson  Paice (Nottingham, Anglia, 1948. június 29. –) angol rock dobos, aki a Deep Purple tagjaként vált világhírűvé. Ő a Purple egyetlen olyan zenésze, aki a kezdetektől tagja a zenekarnak. Fifikás, egyedi játékstílusa szerves része a Deep Purple hangzásvilágának.
Részt vett a Whitesnake alapításában, dolgozott Gary Moore-ral, és több dob oktató filmet is kiadott.

## Életrajz

### Korai évek
Első dobfelszerelését 15 évesen kapta. Karrierjét a '60-as évek elején kezdte apja zenekarában. Első zenekara a Georgie & the Rave-Ons volt, amely később a The Shindigs nevet vette fel. Első kislemezükön a mindössze 17 éves Ian Paice dobol.
1966-ban csatlakozott az MI5-hoz (később The Maze). Nagyon sok kislemezt vettek fel Olaszországban és Franciaországban. A zenekarban szerepelt Rod Evans

## Lemezei

### The Shindings
- 1965 One Little Letter/What You Gonna Do (SP, UK)
- 1965 A Little While Back/Why Say Goodbye (SP, UK)

### MI5 & The Maze
- 1966 You'll Never Stop Me Loving You/Only Time Will Tell (SP, UK)
- 1966 Hello Stranger/Telephone  (SP, UK)
- 1967 Aria Del Sud/Non Fatemio Odiare (SP, Italy)
- 1967 Harlem Shuffle/What Now/The Trap/I'm So Glad (EP, France)
- 1967 Catteri, Catteri/Easy Street (SP, UK)

### Deep Purple
- 1968 Shades of Deep Purple
- 1968 The Book of Taliesyn
- 1969 Deep Purple
- 1969 Concerto for Group and Orchestra
- 1970 Deep Purple in Rock
- 1971 Fireball
- 1972 Machine Head
- 1972 Made in Japan
- 1973 Who Do We Think We Are
- 1974 Burn
- 1974 Stormbringer
- 1975 Come Taste the Band
- 1976 Made in Europe
- 1977 Last Concert in Japan
- 1984 Perfect Strangers
- 1987 The House of Blue Light
- 1988 Nobody's Perfect
- 1990 Slaves and Masters
- 1993 The Battle Rages On
- 1994 Come Hell or High Water
- 1996 Purpendicular
- 1997 Live at the Olympia '96
- 1998 Abandon
- 1999 Abandon
- 2000 In Concert with the London Symphony Orchestra
- 2001 Live at the Rotterdam Ahoy
- 2003 Bananas
- 2005 Rapture of the Deep
- 2007 Live at Montreux 2006
- 2013 No What?!

### Whitesnake
- 1980 Ready an' Willing
- 1980 Live...in the Heart of the City
- 1981 Come an' Get It
- 1982 Saints & Sinners
- 2004 The Early Years (compilation)

### Gary Moore Band
- 1982 Corridors of Power
- 1982 Live at the Marquee (EP)
- 1983 Falling in Love with You (EP)
- 1983 Rockin' Every Night – Live in Japan (European release: 1986)
- 1983 Victims of the Future
- 1984 We Want Moore!

### Szólólemezek
- 2002 Not for the Pro's (DVD+CD)
- 2005 Chad Smith & Ian Paice – Live Performances, Interviews, Tech Talk and Soundcheck (DVD)
- 2006 Modern Drummer Festival 2005 (DVD)
- 2007 Ian Paice and Friends Live In Reading 2006 (DVD)

### Vendégszereplések
- 1967 Do Your Own Thing/Goodbye Baby Goodbye (Soul Brothers, SP)
- 1968 I Shall Be Released/Down In The Flood (Boz Burrell, SP)
- 1968 I Feel Fine/Let Me Love You (Tony Wilson, SP)
- 1971 Natural Magic (Green Bullfrog)
- 1971 In My Time (Mike Hurst)
- 1972 Gemini Suite (Jon Lord)
- 1972 Home is Where You Find It (Eddie Hardin)
- 1972 The Pete York Percussion Band (The Pete York Percussion Band)
- 1972 Squeeze (Velvet Underground)
- 1973 Bump & Grind (Jackson Heights)
- 1974 E.H. in the UK – The Eddie Harrin London Sessions (Eddie Hardin)
- 1974 First of the Big Bands (Tony Ashton & Jon Lord)
- 1975 Funkist (Bobby Harrison)
- 1977 You Can't Teach An Old Dog New Tricks (Eddie Hardin)
- 1978 Composition (Kirby)
- 1980 And About Time Too (Bernie Marsden)
- 1981 Look At Me Now (Bernie Marsden)
- 1981 Free Spirit (Ken Hensley)
- 1982 Before I Forget (Jon Lord)
- 1983 Arrested – The Royal Philharmonic Orchestra & Friends Tribute to Police
- 1987 Super Drumming (Pete York & Friends)
- 1989 Best of Dark Horse 1976-89 (George Harrison)
- 1990 Jump The Gun (Pretty Maids)
- 1993 BBC Radio 1 Live in Concert '74 (Tony Ashton & Jon Lord)
- 1994 From Time To Time (Ken Hensley)
- 1999 Run Devil Run (Paul McCartney)
- 1999 Live at the Cavern (Paul McCartney, DVD)
- 2001 Living on the Outside (Jim Capaldi)
- 2001 Twister (Max Magagni)
- 2003 E-Thnik (Mario Fasciano)
- 2003 Dal Vero (Tolo Marton)
- 2006 Gillan's Inn (Ian Gillan)
- 2006 Time To Take A Stand (Moonstone Project, +2008 extended ed.)
- 2007 Little Hard Blues (Andrea Ranfagni)
- 2009 Rebel On The Run (Moonstone Project, song "Halfway To Heaven")